# باول كارني
باول كارني (بالإنجليزية: Paul Carney)‏ هو قاضي أيرلندي، ولد في 1943، وتوفي في 24 سبتمبر 2015.